# Мэконнын Эндалькачоу
Мэконнын Эндалькачоу (амх. መኮንን እንዳልካቸው; 16 февраля 1890 (по другим данным — 1892), Аддис-Абеба, Эфиопия — 27 февраля 1963, там же) — эфиопский государственный деятель и писатель, премьер-министр Эфиопии (1943—1957). Носил титул дэджазмача.

## Биография
Родился в богатой знатной семье, приближенной ко двору; с 1908 года учился в столичной школе Менелика II, а затем изучал богословие в Хартуме. В июле 1918 года был назначен министром торговли, затем был некоторое время военным атташе в Париже, в 1922—1924 годах — послом в Великобритании.
Вторым браком был женат на племяннице императора, принцессе Йешашворк Йилма. В 1924 году сопровождал эфиопского императора Хайле Селассие I в его поездке по Европе; с 1931 по 1933 год представлял страну в Лиге Наций, в 1934 году занимал пост мэра Аддис-Абебы, в 1935 году был назначен губернатором провинции Иллубабор. В 1936 году во время Второй итало-абиссинской войны участвовал в боях в Огадене, затем вместе с императором эмигрировал, до 1941 года жил в Иерусалиме; вскоре после начала освобождения Эфиопии — в марте 1941 года — возвратился на родину и получил пост министра внутренних дел (в правительстве, на тот момент не признававшемся оккупировавшими страну англичанами). После восстановления эфиопского суверенитета в конце 1942 года занял пост премьер-министра: был утверждён в этой должности императором 29 января 1943 года, в отставку вышел 1 ноября 1957 года и затем до 1961 года возглавлял эфиопский сенат. В 1945 году представлял Эфиопию на конференции в Сан-Франциско, посвящённой основанию ООН. По некоторым данным, на посту премьер-министра почти не занимался государственными делами, будучи погружён в интеллектуальные занятия и написание литературных произведений.
Из произведений более всего известен вышедший в 1953 году сборник повестей и пьес «Поправьте меня!», в который вошли в том числе повести «Я не лгу, говоря, что я не умер» («አልሞትኹም ብዬ አልዋሽም»; «Альмотхум быйе альващим») (о судьбе эфиопской женщины, против своей воли оказавшейся во время оккупации страны наложницей итальянского фашиста) и «Изменчивый мир». До этого времени им было написано также несколько романов: «Цэхай Мэсфын» (1949), «Таиту Бытуль» (1950), «Сплетник» («Джоро тэбби», 1951). Его перу также принадлежат работы по философии и психологии (известно, в частности, увлечение Эндалькачоу европейским сентиментализмом).
Его сын, Эндалькачоу Мэконнын, также занимал пост премьер-министра Эфиопии (1974).